# Ancretiéville-Saint-Victor
Ancretiéville-Saint-Victor est une commune française située dans le département de la Seine-Maritime en région Normandie.

## Géographie

### Description

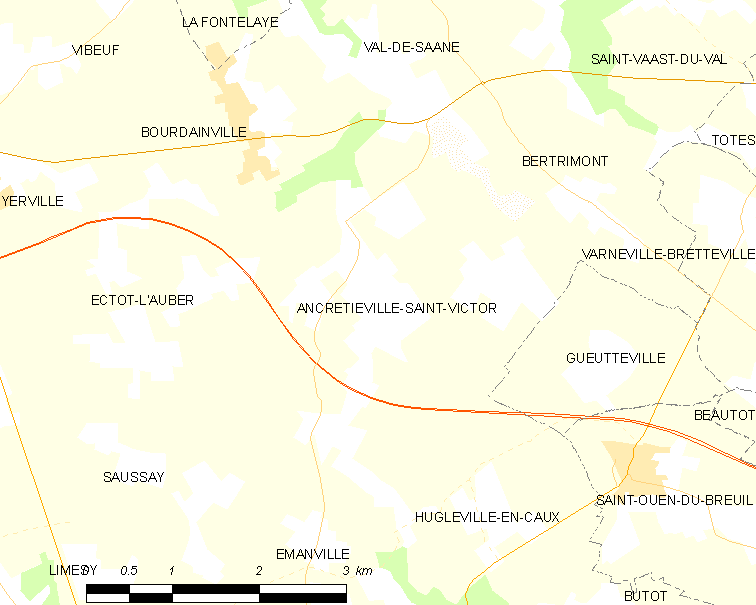
Carte de la commune.

Commune du pays de Caux située dans le canton d'Yvetot.

### Hydrographie
La commune est située dans le bassin Seine-Normandie. Elle n'est drainée par aucun cours d'eau.

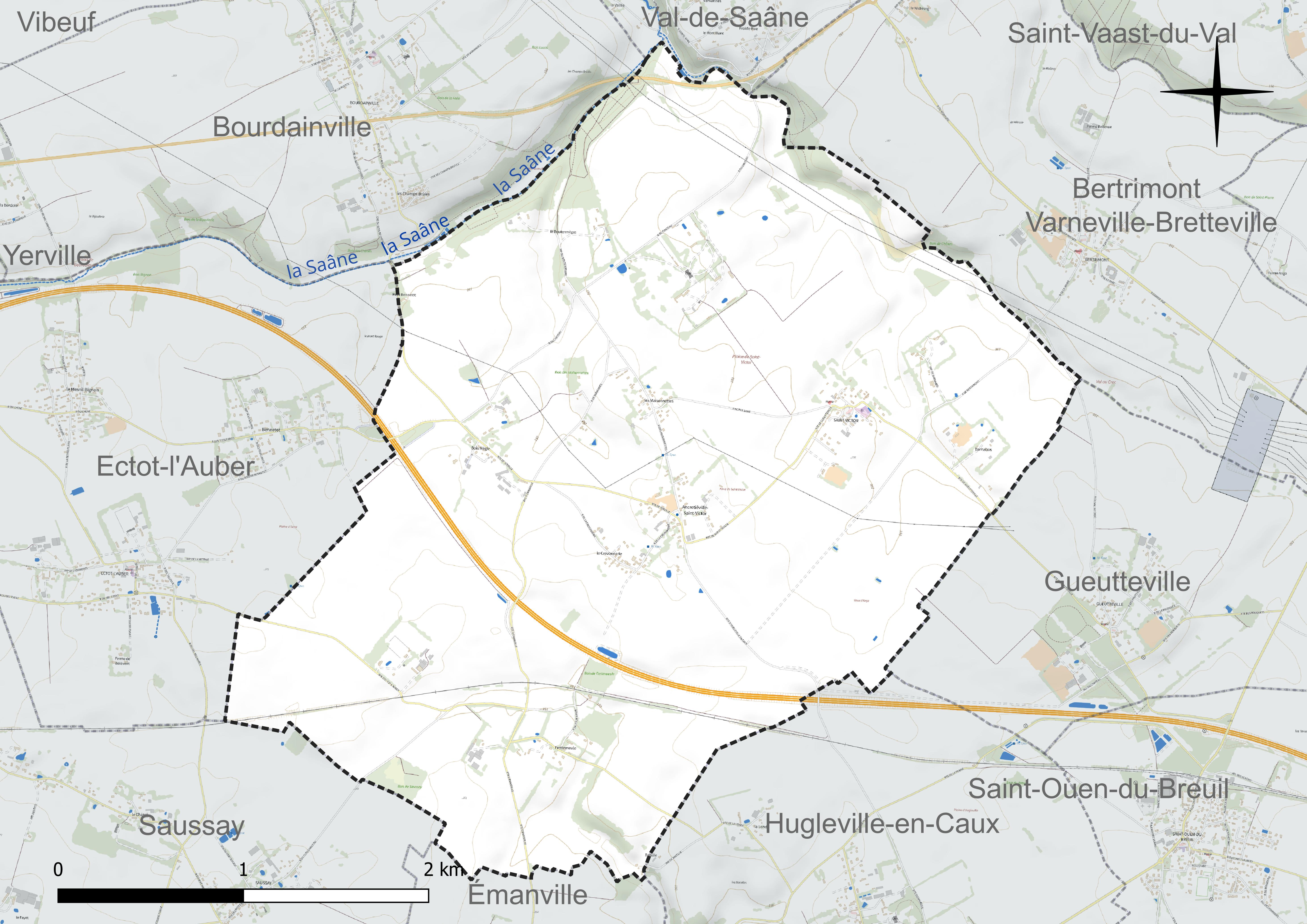
Réseau hydrographique d'Ancretiéville-Saint-Victor.

### Climat
Pour des articles plus généraux, voir Climat de la Normandie et Climat de la Seine-Maritime.
En 2010, le climat de la commune est de type climat océanique altéré, selon une étude du CNRS s'appuyant sur une série de données couvrant la période 1971-2000. En 2020, Météo-France publie une typologie des climats de la France métropolitaine dans laquelle la commune est exposée à un climat océanique et est dans la région climatique Côtes de la Manche orientale, caractérisée par un faible ensoleillement (1 550 h/an) ; forte humidité de l’air (plus de 20 h/jour avec humidité relative > 80 % en hiver), vents forts fréquents. Parallèlement le GIEC normand, un groupe régional d’experts sur le climat, différencie quant à lui, dans une étude de 2020, trois grands types de climats pour la région Normandie, nuancés à une échelle plus fine par les facteurs géographiques locaux. La commune est, selon ce zonage, exposée à un « climat maritime », correspondant au Pays de Caux, frais, humide et pluvieux, légèrement plus frais que dans le Cotentin.
Pour la période 1971-2000, la température annuelle moyenne est de 10,1 °C, avec une amplitude thermique annuelle de 13,6 °C. Le cumul annuel moyen de précipitations est de 943 mm, avec 13,7 jours de précipitations en janvier et 8,8 jours en juillet. Pour la période 1991-2020, la température moyenne annuelle observée sur la station météorologique la plus proche, située sur la commune d'Ectot-lès-Baons à 13 km à vol d'oiseau, est de 10,8 °C et le cumul annuel moyen de précipitations est de 905,5 mm,. Pour l'avenir, les paramètres climatiques de la commune estimés pour 2050 selon différents scénarios d'émission de gaz à effet de serre sont consultables sur un site dédié publié par Météo-France en novembre 2022.

## Urbanisme

### Typologie
Au 1er janvier 2024, Ancretiéville-Saint-Victor est catégorisée commune rurale à habitat dispersé, selon la nouvelle grille communale de densité à sept niveaux définie par l'Insee en 2022.
Elle est située hors unité urbaine. Par ailleurs la commune fait partie de l'aire d'attraction de Rouen, dont elle est une commune de la couronne,. Cette aire, qui regroupe 317 communes, est catégorisée dans les aires de 200 000 à moins de 700 000 habitants,.

### Occupation des sols
L'occupation des sols de la commune, telle qu'elle ressort de la base de données européenne d’occupation biophysique des sols Corine Land Cover (CLC), est marquée par l'importance des territoires agricoles (98,1 % en 2018), une proportion identique à celle de 1990 (98,1 %). La répartition détaillée en 2018 est la suivante : 
terres arables (70,1 %), prairies (26 %), zones agricoles hétérogènes (1,9 %), forêts (1,9 %). L'évolution de l’occupation des sols de la commune et de ses infrastructures peut être observée sur les différentes représentations cartographiques du territoire : la carte de Cassini (XVIIIe siècle), la carte d'état-major (1820-1866) et les cartes ou photos aériennes de l'IGN pour la période actuelle (1950 à aujourd'hui).

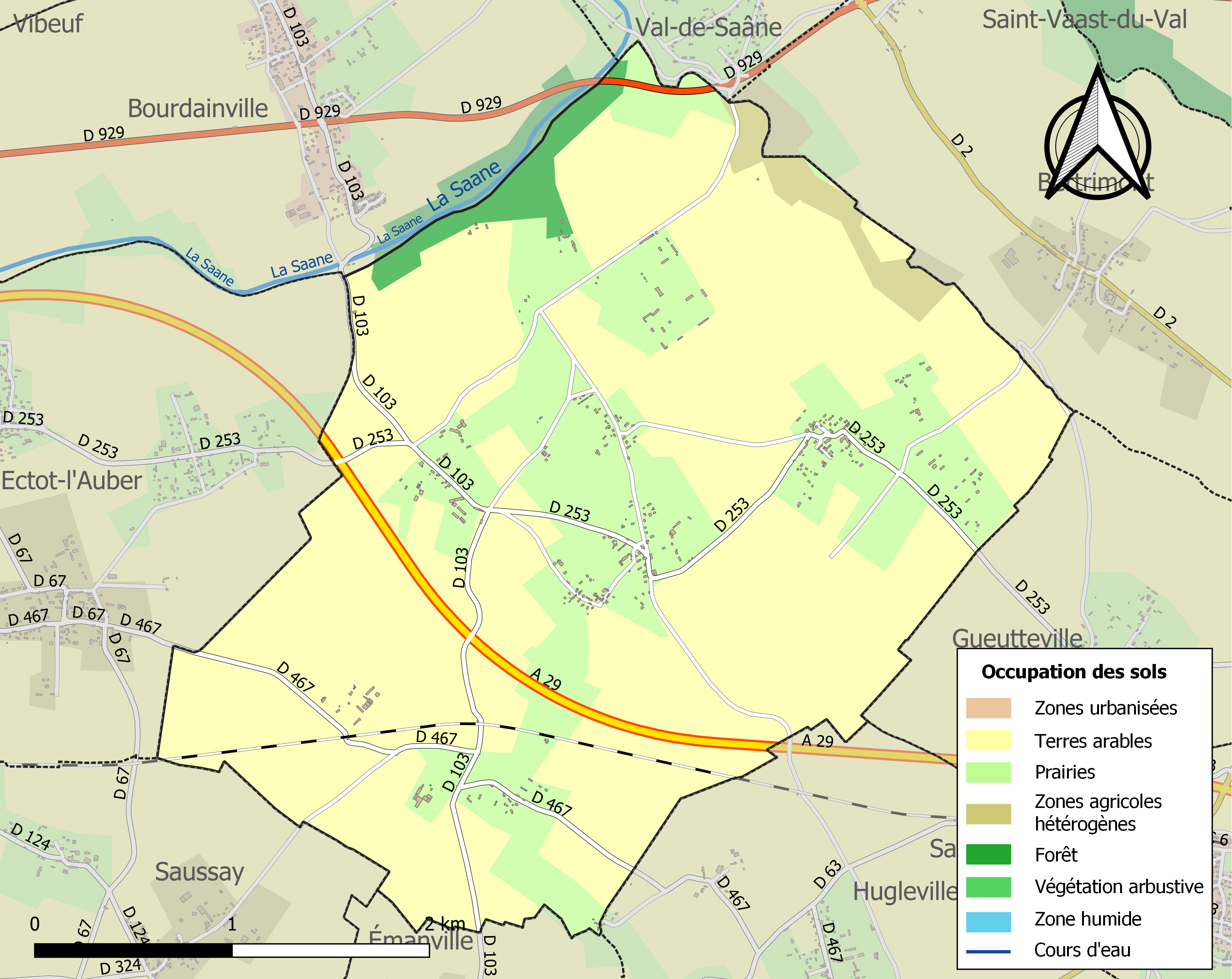
Carte des infrastructures et de l'occupation des sols de la commune en 2018 (CLC).

## Toponymie
Le nom de la localité est attesté sous les formes Ecclesia de Anquetrevilla vers 1240; Notre Dame d'Anquetierville entre 1328 et 1394; Anquetiervilla en 1337;  Anquetierville Notre Dame entre 1392 et 1459; d'Ancretierville en 1552, 1553 et 1556, d'Ancretiéville en 1565 et 1566; Ancretiéville L'Esneval en 1591; Saint Gilles d'Ancretiéville en 1720; Anquetierville en 1648; Ancreteville entre 1704 et 1738 (Pouillés); Ancrettiéville 1715 (Frémont); Ancreteville l'Esneval en 1740; Ancretiéville 1757 (Cassini); Anquetierville ou Ancretierville en 1788; Ancretieville en 1953.
Signification du nom : voir Ancretteville-sur-Mer.
Ancretiéville-Saint-Victor est issue de la fusion d'Ancretiéville-l'Esneval avec Saint-Victor-la-Campagne en 1823.

## Histoire

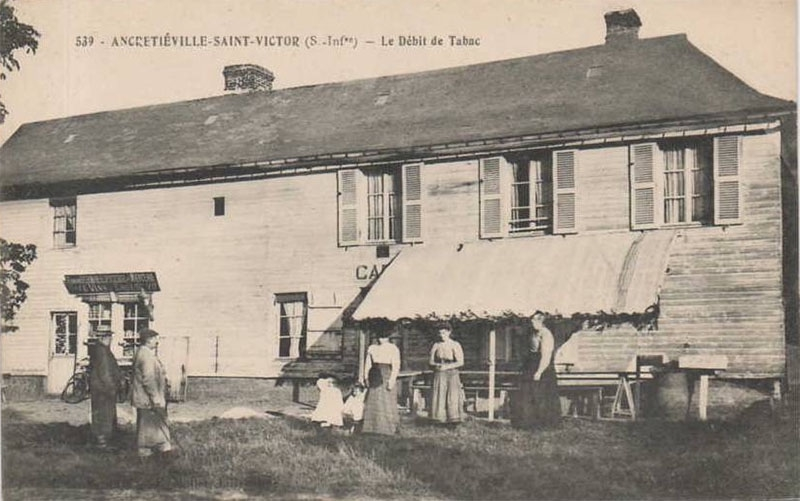
Carte postale du village vers 1910.

Commune formée de la fusion des communes de Ancretiéville-l'Esneval, de Saint-Victor-la-Campagne et de Frettemeule par ordonnance royale du 30 juillet 1823 .

## Politique et administration
| Période                                  | Période                    | Identité        | Étiquette | Qualité                                              |
| ---------------------------------------- | -------------------------- | --------------- | --------- | ---------------------------------------------------- |
| Les données manquantes sont à compléter. |                            |                 |           |                                                      |
| 1871                                     | 1881                       | Émile Duparc    |           | Éleveur                                              |
|                                          | 1883                       | de Paix-de-Cœur |           |                                                      |
| 1884                                     | 1896                       | Émile Duparc    |           | Éleveur                                              |
| 1896                                     | 1897                       | Louis Leprestre |           |                                                      |
| Les données manquantes sont à compléter. |                            |                 |           |                                                      |
| 1911                                     |                            | Démarest        |           |                                                      |
| 1918                                     |                            | Duparc          |           |                                                      |
| avant 1981                               |                            | Jean Robert     |           |                                                      |
| Les données manquantes sont à compléter. |                            |                 |           |                                                      |
| mars 2001                                | En cours (au 10 août 2020) | Didier Decultot |           | Agriculteur retraité Réélu pour le mandat 2020-2026, |

## Population et société

### Démographie
L'évolution du nombre d'habitants est connue à travers les recensements de la population effectués dans la commune depuis 1793. Pour les communes de moins de 10 000 habitants, une enquête de recensement portant sur toute la population est réalisée tous les cinq ans, les populations de référence des années intermédiaires étant quant à elles estimées par interpolation ou extrapolation. Pour la commune, le premier recensement exhaustif entrant dans le cadre du nouveau dispositif a été réalisé en 2008.

En 2022, la commune comptait 374 habitants, en évolution de −3,86 % par rapport à 2016 (Seine-Maritime : +0,35 %, France hors Mayotte : +2,11 %).
| 1793 | 1800 | 1806 | 1821 | 1831 | 1836 | 1841 | 1846 | 1851 |
| ---- | ---- | ---- | ---- | ---- | ---- | ---- | ---- | ---- |
| 216  | 235  | 220  | 273  | 557  | 575  | 533  | 530  | 512  |

| 1856 | 1861 | 1866 | 1872 | 1876 | 1881 | 1886 | 1891 | 1896 |
| ---- | ---- | ---- | ---- | ---- | ---- | ---- | ---- | ---- |
| 500  | 467  | 472  | 433  | 447  | 404  | 411  | 380  | 356  |

| 1901 | 1906 | 1911 | 1921 | 1926 | 1931 | 1936 | 1946 | 1954 |
| ---- | ---- | ---- | ---- | ---- | ---- | ---- | ---- | ---- |
| 359  | 365  | 397  | 369  | 333  | 319  | 336  | 357  | 333  |

| 1962 | 1968 | 1975 | 1982 | 1990 | 1999 | 2006 | 2008 | 2013 |
| ---- | ---- | ---- | ---- | ---- | ---- | ---- | ---- | ---- |
| 291  | 267  | 219  | 277  | 262  | 272  | 331  | 348  | 383  |

| 2018 | 2022 | - | - | - | - | - | - | - |
| ---- | ---- | - | - | - | - | - | - | - |
| 372  | 374  | - | - | - | - | - | - | - |

### Manifestations culturelles et festivités
- Fête de la moisson, le 1er dimanche d'août.

## Culture locale et patrimoine

### Lieux et monuments
- Château Saint-Victor datant du XVIIIe siècle et conservant de belles boiseries en chêne. La visite des caves permet de découvrir la vie domestique au XVIIIe siècle, fours à pain et à pâtisserie, buanderie, système de chauffage... Le colombier, aménagé en musée (anciens outils agricoles et horticoles), a été restauré et laisse entrevoir une charpente à double enrayure. Il est inscrit et classé aux monuments historiques[24].
- Église Saint-Victor.
- Statue de Notre-Dame de France en béton, inscrite aux monuments historiques.

### Personnalités liées à la commune
- Monsieur de Saint-Victor, ancien président de la Chambre des comptes de Rouen, qui fut arrêté en 1792.
- Docteur Octave Crutel, né dans la commune en 1879, fut député de Rouen de 1932 à 1940, et refusa les pleins pouvoirs au maréchal Pétain. Il fut déporté à Buchenwald en janvier 1944.

### Héraldique
| Armes d'Ancretiéville-Saint-Victor | Les armes de la commune d'Ancretiéville-Saint-Victor se blasonnent ainsi : D'or au pal d'azur ; au chef de gueules chargé de trois gerbes de blé d'or. |